# 斯韦城 (艾奥瓦州)
斯韋城（英語：Swea City）是一個位於美國愛荷華州科蘇特縣的城市。

## 地理
斯韋城的座標為43°23′01″N 94°18′33″W / 43.38361°N 94.30917°W，而該地的平均海拔高度為360米（即1181英尺）。

## 人口
根據2010年美國人口普查的數據，斯韋城的面積為1.92平方千米，當中陸地面積為1.92平方千米，而水域面積為0.00平方千米。當地共有人口536人，而人口密度為每平方千米279人。